# Atractia longicornis
Atractia longicornis är en tvåvingeart som beskrevs av Hermann 1912. Atractia longicornis ingår i släktet Atractia och familjen rovflugor. Inga underarter finns listade i Catalogue of Life.